# North West Frontier

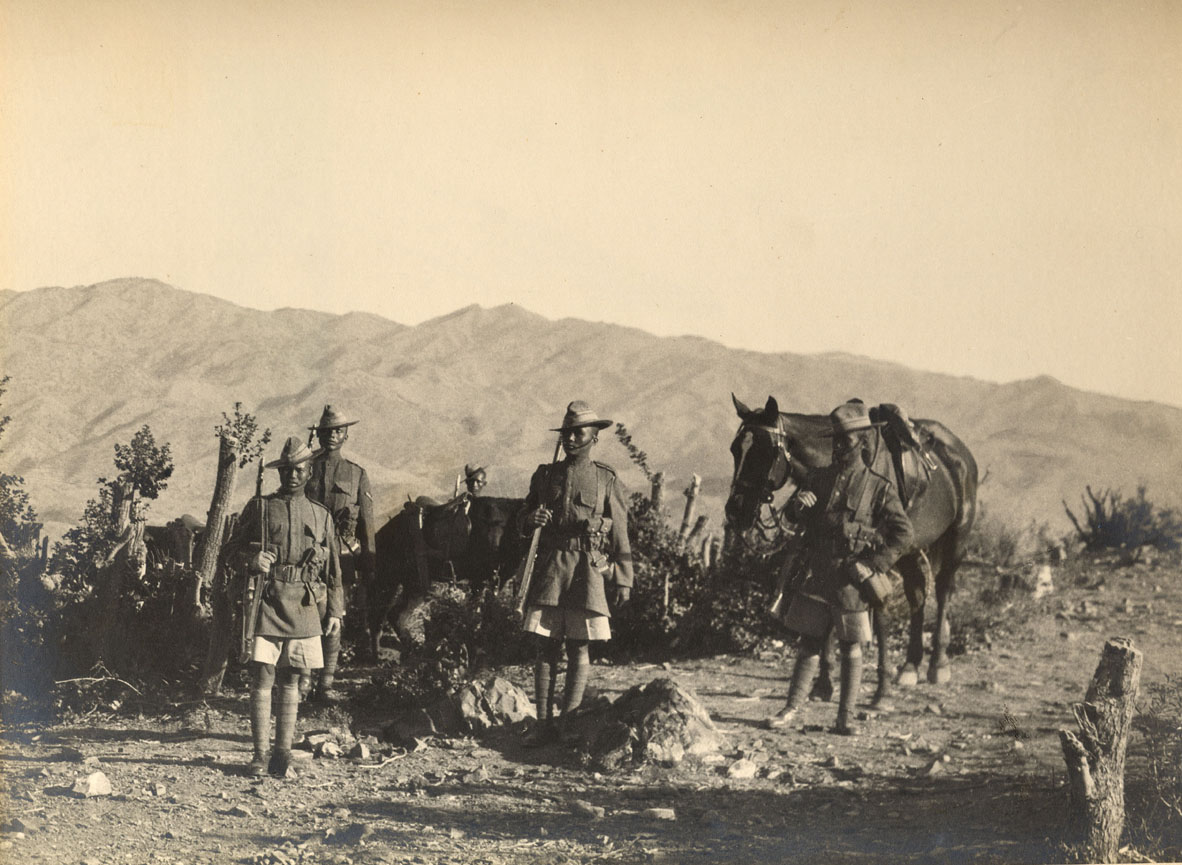
5th Royal Gurkha Rifles an der North West Frontier 1923

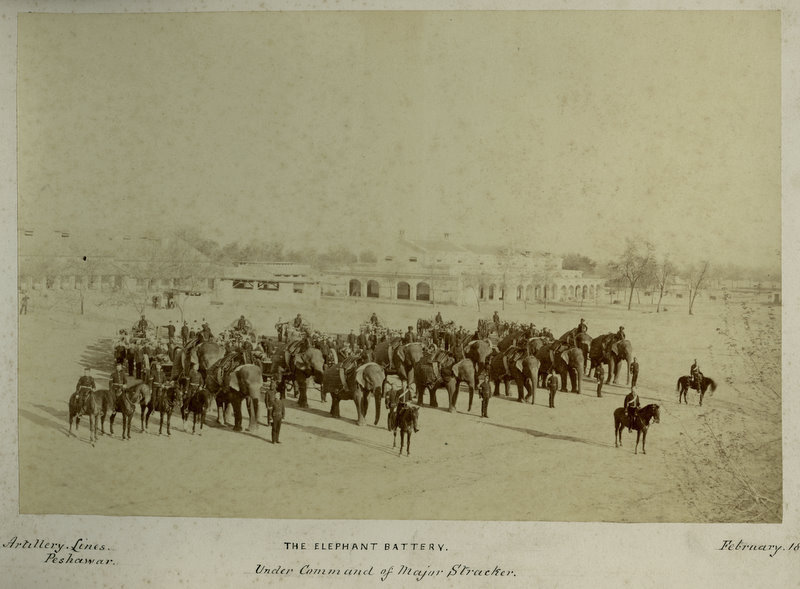
Elefantenbatterie in Peschawar

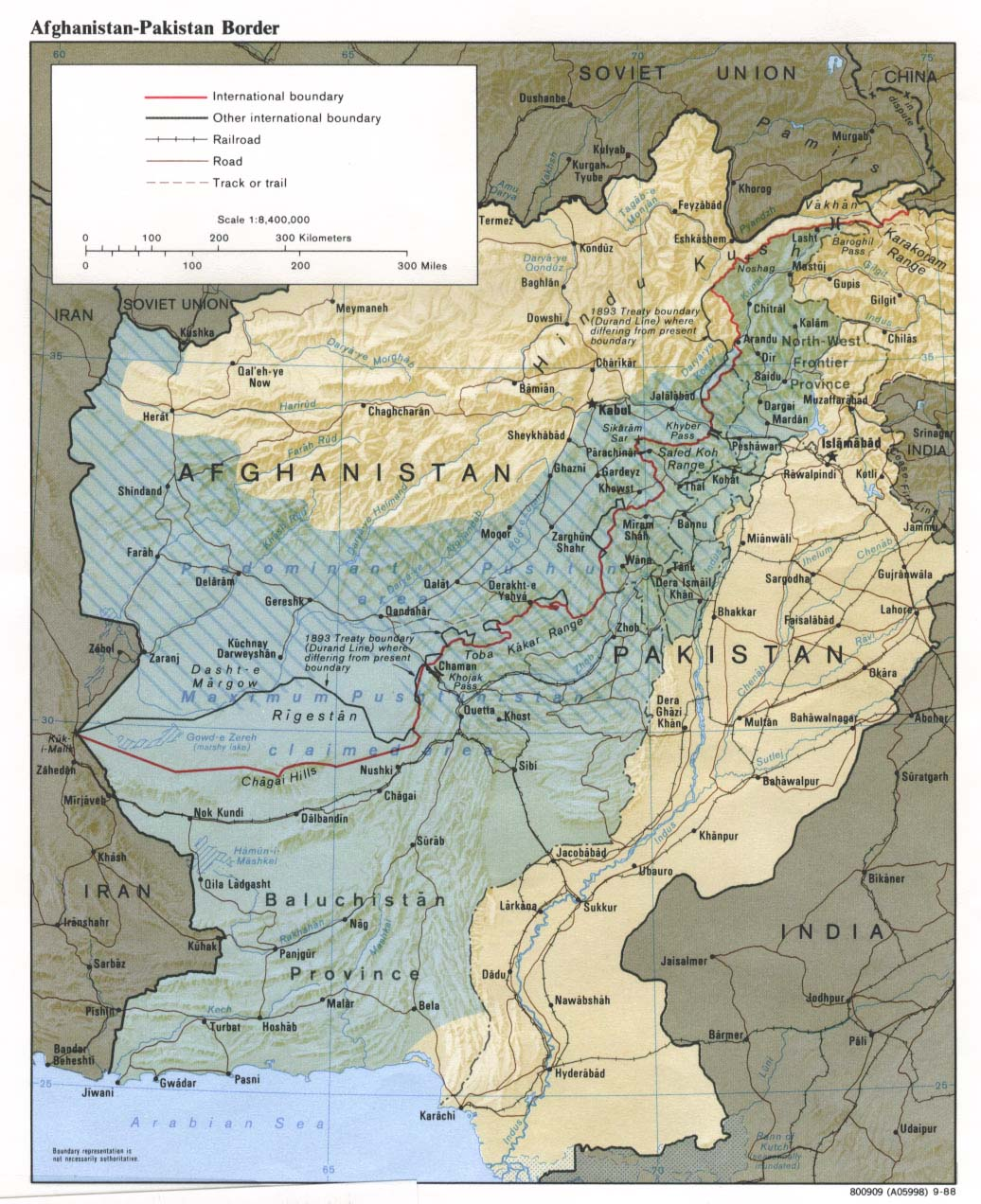
Die Durand-Linie zwischen Afghanistan und Pakistan. Das Siedlungsgebiet der Paschtunen ist blau schraffiert dargestellt.

North-West Frontier oder North Western Frontier Province, NWFP ist der ehemalige Name einer Grenzregion in Britisch-Indien. Bekannt wurde der Name der Provinz durch die Kriege mit Afghanistan, die vielen Kampfhandlungen in dieser Region und den erwarteten Konflikt mit dem Russischen Kaiserreich, dem Great Game.

## Geschichte
Nach den ersten beiden Britisch-Afghanischen Kriegen gelang es dem britischen Empire 1872 mit der Frontier Crimes Regulation und 1893 mit der Durand-Linie, seine kolonialen Besitzungen in Britisch-Indien (heute Pakistan) gegen das Emirat Afghanistan abzugrenzen. Die Linie wurde nach dem damaligen Außenminister der indischen Verwaltung, Henry Mortimer Durand, benannt und unter britischem Druck im Einvernehmen beider Seiten beschlossen. Die Demarkationslinie wurde bewusst durch die Siedlungsgebiete der Paschtunen gelegt, was dazu führte, dass einige Stämme der Paschtunen, wie die Kharoti, entzweit und Hunderte afghanische Dörfer voneinander getrennt wurden. Etwa ein Drittel des afghanischen Gebietes fiel so an die Briten. Dies verschärfte den Widerstand der Stämme und führte bereits vier Jahre später in Wasiristan zu der Revolte von 1897. Der britische Vizekönig in Indien Lord Curzon erklärte daraufhin im November 1901 die gesamte Region zur einheitlichen North-West Frontier Province. Es gelang den Briten bis zur Unabhängigkeit Indiens im Jahr 1947 nicht, die Region unter ihre Kontrolle zu bringen, wie die Paschtunen-Aufstände 1930 in Peschawar und 1936–1938 in Wasiristan zeigten (siehe auch: Militärkampagnen im Nordwesten Britisch-Indiens).
Des Weiteren verfolgte die britische Kolonialmacht das Ziel, durch die Errichtung einer strategischen Pufferzone die nordwestliche Grenze ihres Territoriums, des damaligen Britisch-Indien, besser gegenüber dem expandierenden zaristischen Russland zu schützen. Die Briten befürchteten, dass Russland von dort zum Angriff um die Vorherrschaft in Zentralasien, dem Great Game, antreten würde. Aus diesem Grund begannen hier die Anglo-Afghanischen Kriege. Die russische Expansion südwärts kam 1887 zum Stillstand, als mit dem Kontrahenten Großbritannien die afghanische Nordgrenze festgelegt wurde, die gleichzeitig als Demarkationslinie der Interessen- und Einflusssphären festgeschrieben worden war. Afghanistan wurde so zum Pufferstaat zwischen den beiden imperialen Mächten, was 1907 im Vertrag von Sankt Petersburg bekräftigt wurde.
An der North-West Frontier befand sich die größte Konzentration von Einheiten der British Indian Army. Die wichtigsten Verbindungen zwischen Zentralasien und dem indischen Subkontinent, der Chaiber- und der Bolan-Pass, liegen in diesem Gebiet.
Die Provinz umfasste eine Fläche von 70.709 km². Die Hauptstadt der Region war Peschawar. Seit 1955 gehören große Teile der ehemaligen North Western Frontier zum heutigen pakistanischen Khyber Pakhtunkhwa. Zur North Western Frontier Province gehörten zusätzlich die Regionen Chitral, Wasiristan, Amb, Dir, Phulra und Swat.

## Die North-West Frontier im Film
- North-West Frontier ist der Name eines britischen Abenteuerfilms von J. Lee Thompson aus dem Jahre 1959 mit dem deutschen Titel Brennendes Indien.
- Carry On… Up the Khyber, or the British Position in India (dt. Alles unter Kontrolle – keiner blickt durch), der sechzehnte Film aus der Reihe der Carry-on…-Filme aus dem Jahre 1968, handelt an der North-West Frontier.